# Клариссинки

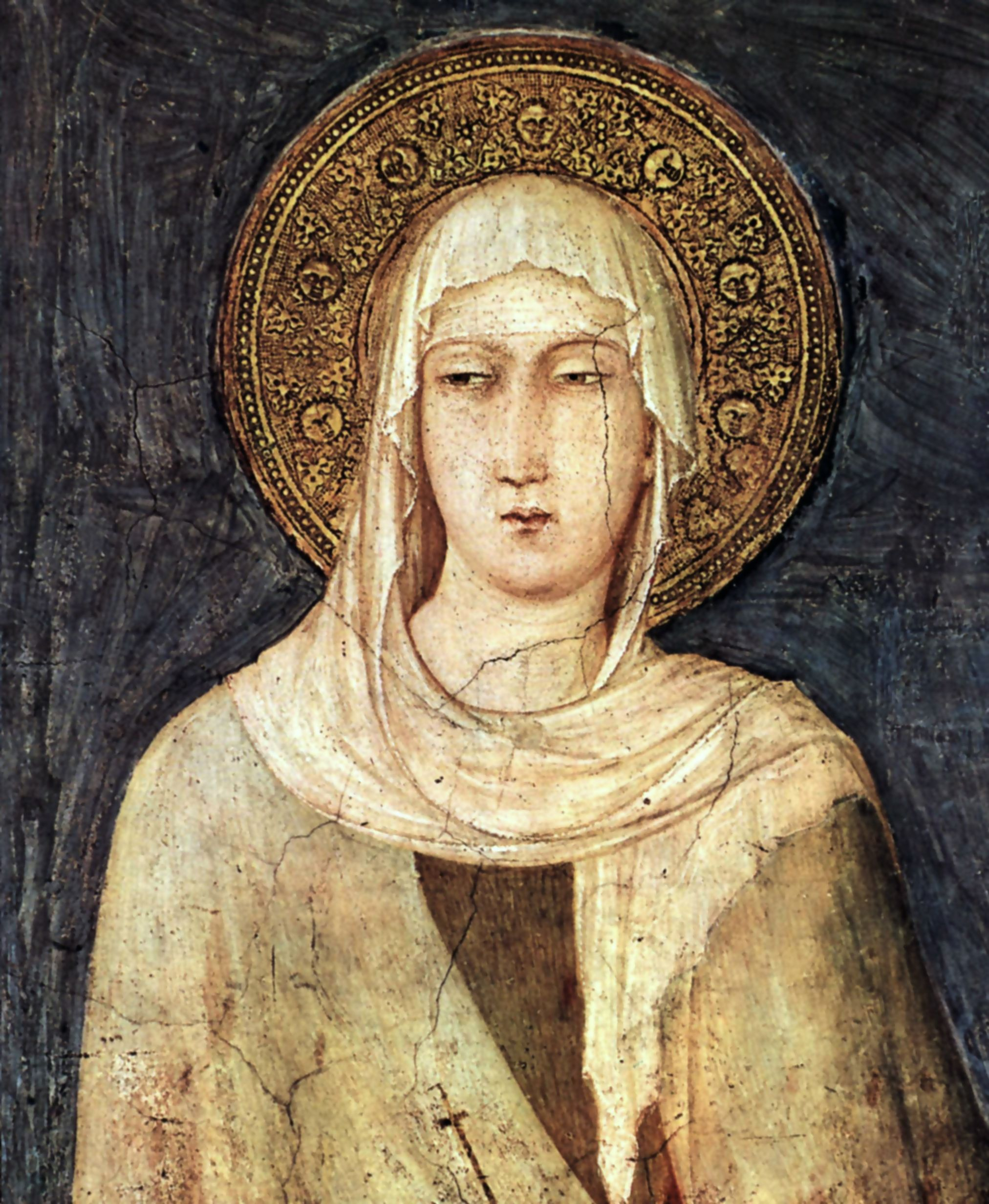
Святая Клара Ассизская. Фрагмент фрески Симоне Мартини, изображающей житие св. Мартина Турского. Базилика Св. Франциска в Ассизи, 1322—1326 годы.

Кларисси́нки, Клариссы, Орден святой Клары (лат. Ordo Sanctae Clarae, OSCl) — женский монашеский орден Римско-католической церкви, тесно связанный духовно и организационно с орденом францисканцев. Орден был основан святой Кларой Ассизской в качестве Второго (женского) ордена францисканцев в 1212 году.
В более широком смысле термин клариссинки также употребляют по отношению к нескольким независимым монашеским конгрегациям, исторически или духовно связанным с наследием святой Клары.

## Организация
Орден святой Клары организационно состоит из нескольких направлений: основное направление, соблюдающее изначальный устав святой Клары, насчитывало в 2002 году 7918 монахинь в 589 обителях; клариссинок-урбанианок было 1163 монахини, клариссинок-капуцинок — 2263 монахини, клариссинок-концепционисток около 1800, а клариссинок-колеттанок — 739. Существует ещё несколько более мелких направлений внутри ордена.
Духовность ордена основана на молитве, бедности и смирении в духе проповедей святого Франциска Ассизского и святой Клары. Многие монастыри клариссинок соблюдают строгий затвор — общение монахинь с мирянами может происходить лишь через решётку, символизирующую преграду между мирской и затворнической жизнью.
Одеяние клариссинок — чёрная туника, опоясанная белой верёвкой, и белый головной убор с чёрным покрывалом.

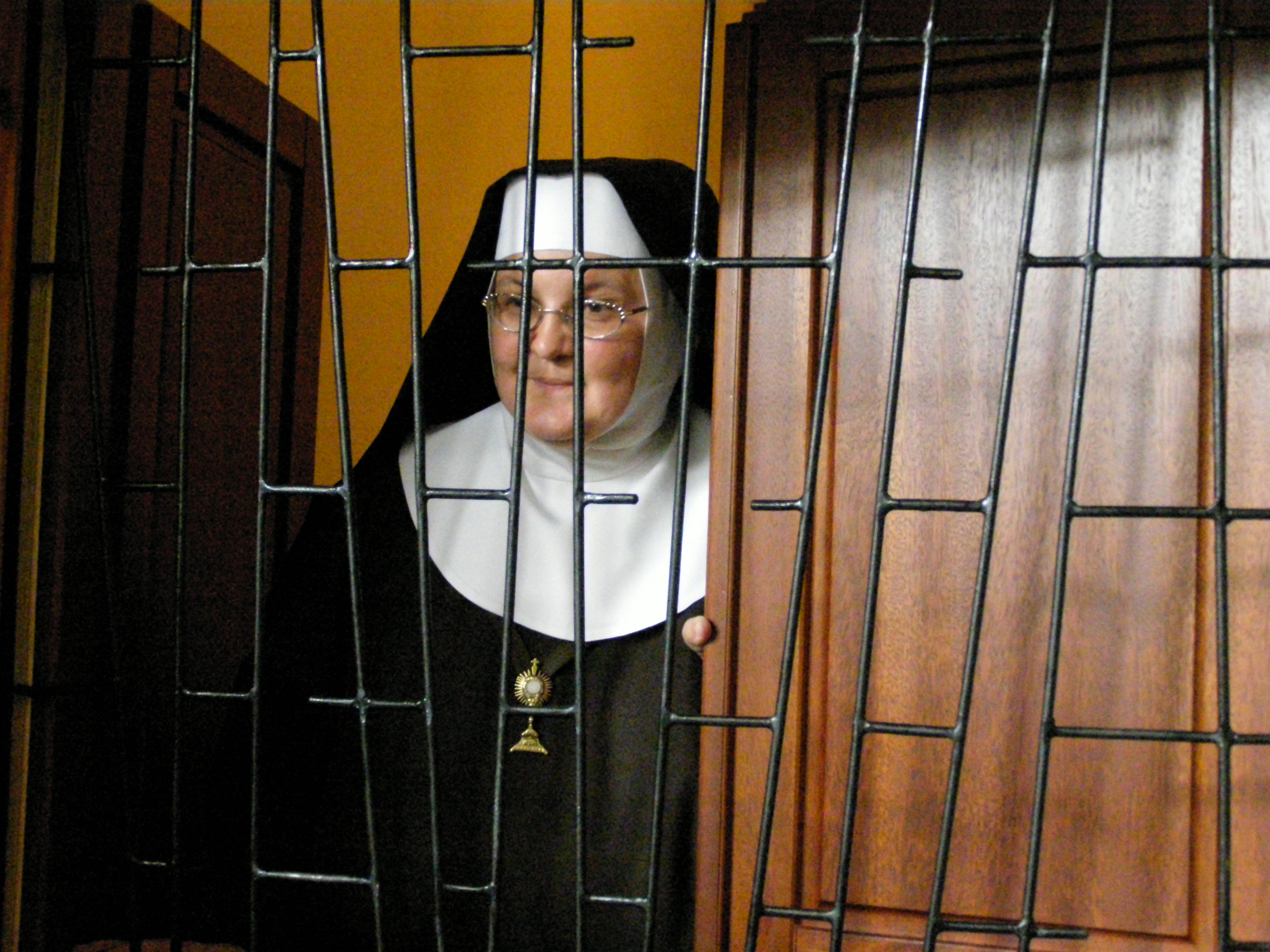
Монахиня-клариссинка

## История
Орден был основан в 1212 году святой Кларой Ассизской при церкви святой Дамиана в Ассизи. Распространение ордена шло параллельно с развитием ордена францисканцев. В 1230 году монастыри клариссинок были во всех крупных городах Италии. Уже к моменту смерти святой Клары (1253) насчитывалось 111 монастырей: 68 — в Италии, 21 — в Испании, 14 — во Франции и 8 — в Священной Римской империи. К конце XIV века по всей Европе насчитывалось более 400 клариссинских монастырей.
В 1253 году папа Иннокентий IV утвердил составленный святой Кларой устав ордена. В 1263 году папа Урбан IV принял обновлённый устав, который был принят частью ордена; монахинь, живущих по этому уставу, стали называть урбанианками. В XIV—XV веках орден был многократно реформирован, в результате реформ образовались два независимых ордена, принявших реформированный устав святой Клары: колеттанки во Франции и францисканки-концепционистки в Испании.
Во время Реформации орден пережил сильное сокращение численности монахинь, однако в XVII веке он начал бурно развиваться, распространившись в том числе и в Америку. В этот период появилось несколько новых направлений внутри ордена: капуцинки, фарнезианки и эремитки.
Во время Великой французской революции многие монастыри были ликвидированы, но к середине XIX века орден восстановил свои позиции во Франции и остальной Европе.

## Независимые конгрегации
Существует девять независимых конгрегаций, связанных с орденом клариссинок и часто называемых также клариссинками. Наиболее крупной является конгрегация клариссинок-францисканок, основанная в 1857 году в Индии. В 2002 году эта конгрегация насчитывала 6831 монахиню, главным образом в Индии.

## Клариссинки в Польше и Литве
В Польше и Великом княжестве Литовском клариссинки назывались бернардинками. Они появились в Польше c конца XV века. В 1489 году в Кракове был основан бернардинский монастырь. Такие же монастыри появились в XVII веке в ряде других польских городов. На территории Великого княжества Литовского бернардинки селились сначала при мужских монастырях бернардинцев (то есть францисканцев-обсервантов) и не входили в затвор. В 1566 году папа Пий V обязал их принимать затвор и три традиционные монашеских обета. В первой половине XVII века были основаны монастыри бернардинок в Вильне, Гродно, Бресте, Минске и Слониме. После трёх разделов Речи Посполитой в конце XVIII века и присоединения белорусских и литовских земель к Российской империи количество католических монастырей, в том числе и бернардинских, постоянно уменьшалось. В 1864 году, после Польского восстания, правительство Российской империи запретило деятельность большинства католических епархий. Это произошло несмотря на то, что Папа Римский Пий IX не поддержал Польское восстание. К началу XX века остался лишь один Слонимский монастырь, действовавший до 1907 года.

## Святые ордена
- Клара Ассизская (1194—1253) — основательница ордена;
- Агнесса Ассизская (1197/8—1253) — её младшая сестра;
- Саломея Краковская (1212—1268) — блаженная;
- Евстафия Калафато (1434—1485) — святая;
- Камилла Баттиста да Варано (1458—1624) — святая;
- Катерина Алипранди (1466—1529) — блаженная.